# 馬勲
馬 勲（ば くん、生没年不詳）は、中国後漢末期から三国時代の人物。字は盛衡。益州巴西郡閬中県の人。
劉璋の時代は州の書佐となった。劉備が益州を平定すると、召し寄せられて左将軍馬超属に任命された。後に州の別駕従事に転任し、死去した。
陳寿は「馬斉と馬勲は共に自分の能力で出世したが、故郷の民衆からの信頼に関しては姚伷に及ばなかった」と述べている。楊戯の『季漢輔臣賛』では、馬斉・馬勲は「胸中を開いて時勢について語り合い、心映え良く、蜀漢の誉れとなる人物であった」と述べられている。